# Královka (Šluknov)
Královka je malá vesnice, část města Šluknov v okrese Děčín. Nachází se asi 2,5 km na sever od Šluknova. Je zde evidováno 24 adres. V roce 2011 zde trvale žilo 16 obyvatel.
Královka je také název katastrálního území o rozloze 2,84 km2. V katastrálním území Královka leží i Harrachov.

## Historie
Nejstarší písemná zmínka pochází z roku 1787. Do roku 1946 nesla obec název Königshain.

## Obyvatelstvo
|                                                                 | 1869 | 1880 | 1890 | 1900 | 1910 | 1921 | 1930 | 1950 | 1961 | 1970 | 1980 | 1991 | 2001 | 2011 |
| --------------------------------------------------------------- | ---- | ---- | ---- | ---- | ---- | ---- | ---- | ---- | ---- | ---- | ---- | ---- | ---- | ---- |
| Obyvatelé                                                       | 233  | 245  | 217  | 228  | 256  | 214  | 234  | 71   | 75   | 40   | 13   | 6    | 18   | 16   |
| Domy                                                            | 30   | 34   | 34   | 34   | 34   | 33   | 34   | 34   | .    | 12   | 7    | 10   | 10   | 12   |
| Počet domů z roku 1961 je zahrnut v domech místní části Rožany. |      |      |      |      |      |      |      |      |      |      |      |      |      |      |

## Pamětihodnosti
- Památný strom Dub letní u Královky, v katastru Královky asi 1¾ km jv., v lese nad Šluknovským rybníkem (51°0′45″ s. š., 14°28′22″ v. d.)